# تاتسويا تاهيرا
تاتسويا تاهيرا (باليابانية: 田平 起也) (مواليد 10 مايو 2001) هو لاعب كرة قدم ياباني.

## وصلات خارجية
- تاتسويا تاهيرا على موقع رابطة كرة القدم اليابانية للمحترفين (اليابانية)
- تاتسويا تاهيرا على موقع قاعدة بيانات كرة القدم.إي يو (الإنجليزية)
- تاتسويا تاهيرا على موقع Soccerway.com (الإنجليزية)
- تاتسويا تاهيرا على موقع عالم كرة القدم.نت (الإنجليزية)